# Stylops nassanowi
Stylops nassanowi  (лат.) — вид веерокрылых насекомых рода Stylops из семейства Stylopidae. Европа (Германия, Испания, Португалия) и Северная Африка (Египет).
Паразиты пчёл вида Andrena caronaria L. (род Andrena, Andrenidae). Лапки самцов 4-члениковые, усики 6-члениковые с боковыми отростками. Голова поперечная. Обладают резким половым диморфизмом: самцы крылатые (2 пары узких крыльев: передние маленькие и узкие, задние широкие), самки бескрылые червеобразные эндопаразиты.
Вид был впервые описан в 1909 году американским энтомологом Уильямом Дуайтом Пирсом (William Dwight Pierce).